# Battle City
Battle City é um jogo de tiro para o Nintendo Family Computer produzido e publicado em 1985 pela Namco. O jogador controla um tanque, e deve destruir os tanques inimigos em cada nível, que aparecem no topo da tela. Os tanques inimigos tentam destruir a base do jogador (representada no mapa como um pássaro, águia ou fênix).
Uma sequência foi feita para Arcade em 1991, intitulado Tank Force.
Embora a versão Famicom nunca tenha sido lançada oficialmente fora do Japão, foi uma das inclusões mais comuns em multicarts não oficiais dos famiclones.

## Características
A versão original para Famicom de Battle City oferece um modo multijogador cooperativo e um editor de níveis embutido, um dos primeiros videogames a fazer isso. Devido à sua simplicidade, Battle City hospeda uma extensa situação de ROM hacking.